# Morti nel 700
| Questa pagina contiene informazioni ricavate automaticamente dalle voci biografiche con l'ausilio del template Bio e di un bot. L'aggiornamento è periodico e automatico e ricostruisce completamente la pagina. Se manca una persona in questa lista, sei pregato di non aggiungerla, ma accertati piuttosto che la sua voce biografica contenga il template Bio e che i dati anagrafici siano correttamente compilati. Se il template Bio manca, inseriscilo tu stesso o, in alternativa, metti l'avviso {{tmp\|Bio}} che ne segnala la mancanza. Se i dati riportati sono sbagliati, correggi direttamente la voce biografica; le modifiche saranno visibili in questa lista entro pochi giorni. Per chiarimenti vedi il progetto biografie. La lista contiene solo le 12 persone che sono citate nell'enciclopedia e per le quali è stato implementato correttamente il template Bio. Pagina aggiornata al 10 feb 2025. |

- 11 marzo - Vindiciano di Cambrai e Arras, vescovo franco
- 31 luglio - Simeone I di Alessandria, arcivescovo cristiano orientale siriano
- 29 agosto - Mederico di Autun, presbitero e abate francese
- 2 settembre - Agricola di Avignone, vescovo francese
- Abu Umama al-Bahili, arabo
- Cuniperto, re longobardo
- Disibodo d'Irlanda, monaco cristiano, vescovo e santo irlandese (n. 619)
- Ermenegilda di Ely, principessa, badessa e santa britannica
- Muhammad ibn al-Hanafiyya (n. 637)
- Reinilde di Saints, religiosa e santa franca (n. 630)
- Vislav, re obodrita
- Wirone di Roerdalen, vescovo e missionario irlandese